# Ratlam Railway Colony
Ratlam Railway Colony, ook wel bekend als Ratlam Kasba, is een census town in het district Ratlam van de Indiase staat Madhya Pradesh. 

## Demografie
Volgens de Indiase volkstelling van 2001 wonen er 12213 mensen in het dorp, waarvan 53% mannelijk en 47% vrouwelijk is. De plaats heeft een alfabetiseringsgraad van 80%. 